# Pseudocellus boneti
Espèce
Synonymes
- Cryptocellus boneti Bolívar y Pieltáin, 1942

Pseudocellus boneti est une espèce de ricinules de la famille des Ricinoididae.

## Distribution
Cette espèce est endémique du Guerrero au Mexique. Elle se rencontre dans la grotte Caverna de Cacahuamilpa.

## Description
Le mâle holotype mesure 6 mm.

## Publication originale
- Bolívar y Pieltáin, 1942 : Estudio de un Ricinulideo de la caverna de Cacahuamilpa, Guerrero, Mexico. Revista de la Sociedad Mexicana de Historia Natural, vol. 2, no 3, p. 197-209.